# Microsciurus flaviventer
La ardilla pigmea del Amazonas (Microsciurus flaviventer) es una especie de la familia Sciuridae, nativa de la Amazonia, encontrada en Colombia, Ecuador, Perú y Brasil, al occidente de los ríos Negro y Yuruá.

## Descripción
Alcanza una longitud del cuerpo con la cabeza de 12 a 16 cm y una cola de 8 a 16 cm de largo. Los adultos pesan entre 86 y 132 g, siendo los machos ligeramente más grandes que las hembras.[2] El pelaje varía de rojizo a marrón opaco, desvaneciéndose gradualmente a amarillo o grisáceo en las partes inferiores. Hay un parche distintivo de piel de color amarillo pálido detrás de las orejas, mientras que la cola tiene débiles bandas amarillentas y glaseado blanco.

## Comportamiento
Usa todos los niveles del bosque, desde el suelo hasta la copa de los árboles, pero se encuentra más comúnmente en el sotobosque. Son diurnas y altamente arbóreas, saltando frecuentemente de rama en rama. Pasan la noche en nidos formados a partir de fibras vegetales, y ubicados a varios metros sobre el suelo. Se alimenta de artrópodos, cortezas de árbol y hongos. Se ha observado que siguen de cerca a las bandadas de aves mientras se alimentan y permanecen cerca de ellas cuando buscan activamente insectos.
Generalmente es solitaria, pero se encuentran varios alimentándose en el mismo árbol. Sus llamadaos incluyen un "trill" parecido al de un pájaro y una serie de "chuk" suaves, usados como llamada de alarma. Se sabe muy poco de su reproducción.

## Subespecies
Hasta ocho subespecies han sido reconocidas:
| Subespecies        | Autoridad          | Sinónimos                      | Distribución                                          |
| ------------------ | ------------------ | ------------------------------ | ----------------------------------------------------- |
| M. f. flaviventer  | Gray (1867)        | manarius                       | Oeste de Brasil, noreste de Perú, sureste de Colombia |
| M. f. napi         | Thomas (1900)      | avunculus, florenciae          | Nororiente de Ecuador, sur de Colombia                |
| M. f. otinus       | Thomas (1901)      | M. otinus                      | Cordillera Central de Colombia                        |
| M. f. peruanus     | J. A. Allen (1897) |                                | Norte del Perú                                        |
| M. f. rubrirostris | J. A. Allen (1914) | rubicollis                     | Sur del Perú                                          |
| M. f. sabanillae   | Anthony (1922)     |                                | Sur de Ecuador                                        |
| M. f. similis      | Nelson (1899)      | M. alfari fusculus, M. similis | Cordillera Occidental de Colombia                     |
| M. f. simonsi      | Thomas (1900)      | M. simonsi                     | Centro oriente de Ecuador y sur de Colombia           |

Para varios expertos, M. f. otinus, M. f. similis y  M. f. simonsi deben ser reconocidas cada una como especies independientes: Microsciurus otinus, Microsciurus similis y Microsciurus simonsi. También, M. f. similis ha sido considerada como una subespecie de Microsciurus alfari (M. a. fusculus).